# WHA 1977/78
Die Saison 1977/78 war die sechste Saison der World Hockey Association (WHA).
Nach zwei durch Aufgaben beeinträchtigten Spielzeiten hatten in der Sommerpause drei weitere Teams aufgegeben. Sechs der verbliebenen acht Teams hatten offen mit der National Hockey League über einen Zusammenschluss der Ligen verhandelt, doch die Einigung scheiterte. Alle Teams spielten die Saison durch, auch wenn die Indianapolis Racers und die Houston Aeros knapp einem drohenden Konkurs entgingen.
Im Dezember und Januar tourten die Nationalteams aus der Sowjetunion und der Tschechoslowakei durch Nordamerika und absolvierten je ein Spiel bei jedem Team der WHA.
In den Finalspielen um die Avco World Trophy waren es die Winnipeg Jets, die den New England Whalers keine Chance ließen. Mit 4:0-Siegen entschieden sie die Serie klar, nachdem sie bereits die reguläre Saison dominiert hatten.
2.860.211 Zuschauer sahen die 328 Spiele der sechsten Saison. Im Schnitt waren das 8.267 pro Spiel, was zur Vorsaison eine Steigerung von über 500 pro Spiel bedeutete. In der NHL war zu dieser Zeit der Zuschauerschnitt auf knapp unter 11.842 zurückgegangen.

## Reguläre Saison

### Abschlusstabellen
Die Teams spielten gegen manche Gegner elf Mal, gegen andere zwölf Mal. Die Soviet All Stars (14. Dezember bis 3. Januar) und die Tschechoslowakei (9. bis 20. Dezember) tourten durch Nordamerika und spielte je ein Spiel bei jedem WHA-Team. Diese Spiele zählten zur regulären Saison.
Abkürzungen: GP = Spiele, W = Siege, L = Niederlagen, T = Unentschieden, GF = Erzielte Tore, GA = Gegentore, Pts = Punkte

Erläuterungen: In Klammern befindet sich die Platzierung innerhalb der Conference;       = Playoff-Qualifikation,       = Divisions-Sieger,       = Gastmannschaft
|                     | GP | W  | L  | T | GF  | GA  | Pts | Zø     |
| ------------------- | -- | -- | -- | - | --- | --- | --- | ------ |
| Winnipeg Jets       | 80 | 50 | 28 | 2 | 381 | 270 | 102 | 9.431  |
| New England Whalers | 80 | 44 | 31 | 5 | 335 | 269 | 93  | 8.661  |
| Houston Aeros       | 80 | 42 | 34 | 4 | 296 | 302 | 88  | 7.676  |
| Québec Nordiques    | 80 | 40 | 37 | 3 | 349 | 347 | 83  | 8.865  |
| Edmonton Oilers     | 80 | 38 | 39 | 3 | 309 | 307 | 79  | 10.235 |
| Birmingham Bulls    | 80 | 36 | 41 | 3 | 287 | 314 | 75  | 8.369  |
| Cincinnati Stingers | 80 | 35 | 42 | 3 | 298 | 332 | 73  | 6.896  |
| Indianapolis Racers | 80 | 24 | 51 | 5 | 267 | 353 | 53  | 6.703  |
| Soviet All Stars    | 8  | 3  | 4  | 5 | 27  | 36  | 7   | –      |
| Tschechoslowakei    | 8  | 1  | 6  | 1 | 21  | 40  | 3   | –      |

### Beste Scorer
Abkürzungen: GP = Spiele, G = Tore, A = Assists, Pts = Punkte, PIM = Strafminuten; Fett: Saisonbestwert
| Spieler        | Team        | GP | G  | A  | Pts | +/- | PIM |
| -------------- | ----------- | -- | -- | -- | --- | --- | --- |
| Marc Tardif    | Québec      | 78 | 65 | 89 | 154 | +15 | 50  |
| Réal Cloutier  | Québec      | 73 | 56 | 73 | 129 | +14 | 19  |
| Ulf Nilsson    | Winnipeg    | 73 | 37 | 89 | 126 | +41 | 89  |
| Anders Hedberg | Winnipeg    | 77 | 63 | 59 | 122 | +60 | 60  |
| Bobby Hull     | Winnipeg    | 77 | 46 | 71 | 117 | +55 | 23  |
| André Lacroix  | Houston     | 78 | 36 | 77 | 113 | +8  | 57  |
| Robbie Ftorek  | Cincinnati  | 80 | 59 | 50 | 109 | +31 | 54  |
| Kent Nilsson   | Winnipeg    | 80 | 42 | 65 | 107 | +27 | 8   |
| Gordie Howe    | New England | 76 | 34 | 62 | 96  | +46 | 85  |
| Mark Howe      | New England | 70 | 30 | 61 | 91  | +30 | 32  |

### Beste Torhüter
Abkürzungen: GP = Spiele, TOI = Eiszeit (in Minuten), W = Siege, L = Niederlagen, OTL = Overtime/Shootout-Niederlagen, GA = Gegentore, SO = Shutouts, Sv% = gehaltene Schüsse (in %), GAA = Gegentorschnitt; Fett: Saisonbestwert
| Spieler              | Team               | GP | TOI  | W  | L  | T | GA  | SO | GAA  |
| -------------------- | ------------------ | -- | ---- | -- | -- | - | --- | -- | ---- |
| Al Smith             | New England        | 55 | 3246 | 30 | 20 | 3 | 174 | 2  | 3,22 |
| Gary Bromley         | Winnipeg           | 39 | 2250 | 25 | 12 | 1 | 124 | 1  | 3,30 |
| Joe Daley            | Winnipeg           | 37 | 2075 | 21 | 11 | 1 | 114 | 1  | 3,30 |
| Jean-Louis Levasseur | New England        | 27 | 1655 | 14 | 11 | 2 | 91  | 3  | 3,30 |
| Ernie Wakely         | Cincinnati/Houston | 57 | 3381 | 28 | 23 | 4 | 192 | 2  | 3,41 |

## Playoff

### Modus
Nachdem sich die sechs punktbesten Teams qualifiziert hatten, starten die im K.-o.-System ausgetragenen Play-offs. Das punktbeste Team traf auf das sechstbeste. Das zweite traf auf das fünfte und das dritte auf das vierte.
Unter den Siegreichen Teams erreichte das Team mit der besten Vorrundenplatzierung direkt die Finalserie um die Avco World Trophy, während die beiden anderen Sieger der Viertelfinalspiele eine Halbfinalserie austrugen.
Alle Serien jeder Runde wurden im Best-of-Seven-Modus ausgespielt, das heißt, dass ein Team vier Siege zum Erreichen der nächsten Runde benötigte. Das höher gesetzte Team hatte dabei die ersten beiden Spiele Heimrecht, die nächsten beiden das gegnerische Team. War bis dahin kein Sieger aus der Runde hervorgegangen, wechselte das Heimrecht von Spiel zu Spiel. So hatte die höhergesetzte Mannschaft in Spiel 1, 2, 5 und 7, also vier der maximal sieben Spiele, einen Heimvorteil.
Im Finale begann das Team mit den mehr erreichten Punkten in der regulären Saison mit zwei Heimspielen. Es folgten zwei Auswärtsspiele.
Bei Spielen, die nach der regulären Spielzeit von 60 Minuten unentschieden standen, folgte die Overtime. Die Drittel dauerten weiterhin 20 Minuten und es wurde so lange gespielt bis ein Team das erste Tor schoss.

### Playoff-Baum
| Quarterfinals | Quarterfinals    | Quarterfinals       |   |                     | Semifinals | Semifinals | Semifinals |  |  | Finale | Finale | Finale |
|               |                  |                     |   |                     |            |            |            |  |  |        |        |        |
| 1             | Winnipeg Jets    | 4                   |   |                     |            |            |            |  |  |        |        |        |
| 6             | Birmingham Bulls | 1                   |   |                     |            |            |            |  |  |        |        |        |
| 6             | Birmingham Bulls | 1                   | 1 | Winnipeg Jets       |            |            |            |  |  |        |        |        |
|               |                  |                     | 1 | Winnipeg Jets       |            |            |            |  |  |        |        |        |
|               |                  | Freilos             |   |                     |            |            |            |  |  |        |        |        |
|               |                  |                     |   |                     |            |            |            |  |  |        |        |        |
|               |                  |                     |   |                     |            |            |            |  |  |        |        |        |
|               |                  |                     |   |                     |            |            |            |  |  |        |        |        |
| 1             | Winnipeg Jets    | 4                   |   |                     |            |            |            |  |  |        |        |        |
| 1             | Winnipeg Jets    | 4                   |   |                     |            |            |            |  |  |        |        |        |
|               | 2                | New England Whalers | 0 |                     |            |            |            |  |  |        |        |        |
| 2             | 2                | New England Whalers | 0 | New England Whalers | 4          |            |            |  |  |        |        |        |
| 2             |                  |                     |   | New England Whalers | 4          |            |            |  |  |        |        |        |
| 5             | Edmonton Oilers  | 1                   |   |                     |            |            |            |  |  |        |        |        |
| 5             | Edmonton Oilers  | 1                   | 2 | New England Whalers | 4          |            |            |  |  |        |        |        |
|               |                  |                     | 2 | New England Whalers | 4          |            |            |  |  |        |        |        |
|               | 4                | Québec Nordiques    | 1 |                     |            |            |            |  |  |        |        |        |
| 3             | 4                | Québec Nordiques    | 1 | Houston Aeros       | 2          |            |            |  |  |        |        |        |
| 3             |                  |                     |   | Houston Aeros       | 2          |            |            |  |  |        |        |        |
| 4             | Québec Nordiques | 4                   |   |                     |            |            |            |  |  |        |        |        |

### Quarterfinals (Runde 1)
| Winnipeg Jets (1) vs. Birmingham Bulls (6) | Winnipeg Jets (1) vs. Birmingham Bulls (6) | Winnipeg Jets (1) vs. Birmingham Bulls (6) | Winnipeg Jets (1) vs. Birmingham Bulls (6) | Winnipeg Jets (1) vs. Birmingham Bulls (6) | Winnipeg Jets (1) vs. Birmingham Bulls (6) | Winnipeg Jets (1) vs. Birmingham Bulls (6) |
| Datum                                      | Auswärtsteam                               | Auswärtsteam                               | Heimteam                                   | Heimteam                                   | Bem.                                       |                                            |
| ------------------------------------------ | ------------------------------------------ | ------------------------------------------ | ------------------------------------------ | ------------------------------------------ | ------------------------------------------ | ------------------------------------------ |
| 14. April                                  | Birmingham                                 | 3                                          | 9                                          | Winnipeg                                   |                                            |                                            |
| 16. April                                  | Birmingham                                 | 3                                          | 8                                          | Winnipeg                                   |                                            |                                            |
| 19. April                                  | Winnipeg                                   | 2                                          | 3                                          | Birmingham                                 |                                            |                                            |
| 21. April                                  | Winnipeg                                   | 5                                          | 1                                          | Birmingham                                 |                                            |                                            |
| 23. April                                  | Birmingham                                 | 2                                          | 5                                          | Winnipeg                                   |                                            |                                            |
| Winnipeg gewinnt die Serie mit 4:1.        |                                            |                                            |                                            |                                            |                                            |                                            |

| New England Whalers (2) vs. Edmonton Oilers (5) | New England Whalers (2) vs. Edmonton Oilers (5) | New England Whalers (2) vs. Edmonton Oilers (5) | New England Whalers (2) vs. Edmonton Oilers (5) | New England Whalers (2) vs. Edmonton Oilers (5) | New England Whalers (2) vs. Edmonton Oilers (5) | New England Whalers (2) vs. Edmonton Oilers (5) |
| Datum                                           | Auswärtsteam                                    | Auswärtsteam                                    | Heimteam                                        | Heimteam                                        | Bem.                                            |                                                 |
| ----------------------------------------------- | ----------------------------------------------- | ----------------------------------------------- | ----------------------------------------------- | ----------------------------------------------- | ----------------------------------------------- | ----------------------------------------------- |
| 14. April                                       | Edmonton                                        | 4                                               | 6                                               | New England                                     |                                                 |                                                 |
| 16. April                                       | Edmonton                                        | 1                                               | 4                                               | New England                                     |                                                 |                                                 |
| 19. April                                       | New England                                     | 0                                               | 2                                               | Edmonton                                        |                                                 |                                                 |
| 21. April                                       | New England                                     | 9                                               | 1                                               | Edmonton                                        |                                                 |                                                 |
| 23. April                                       | Edmonton                                        | 1                                               | 4                                               | New England                                     |                                                 |                                                 |
| New England gewinnt die Serie mit 4:1.          |                                                 |                                                 |                                                 |                                                 |                                                 |                                                 |

| \| Houston Aeros (3) vs. Québec Nordiques (4) \| Houston Aeros (3) vs. Québec Nordiques (4) \| Houston Aeros (3) vs. Québec Nordiques (4) \| Houston Aeros (3) vs. Québec Nordiques (4) \| Houston Aeros (3) vs. Québec Nordiques (4) \| Houston Aeros (3) vs. Québec Nordiques (4) \| Houston Aeros (3) vs. Québec Nordiques (4) \| \| Datum \| Auswärtsteam \| Auswärtsteam \| Heimteam \| Heimteam \| Bem. \| \| \| ------------------------------------------ \| ------------------------------------------ \| ------------------------------------------ \| ------------------------------------------ \| ------------------------------------------ \| ------------------------------------------ \| ------------------------------------------ \| \| 16. April \| Québec \| 3 \| 4 \| Houston \| 1OT \| \| \| 18. April \| Québec \| 5 \| 4 \| Houston \| 1OT \| \| \| 20. April \| Houston \| 1 \| 5 \| Québec \| \| \| \| 21. April \| Houston \| 0 \| 3 \| Québec \| \| \| \| 23. April \| Québec \| 2 \| 5 \| Houston \| \| \| \| 25. April \| Houston \| 2 \| 11 \| Québec \| \| \| \| Québec gewinnt die Serie mit 4:2. \| \| \| \| \| \| \| In ihrem ersten Spiel mussten die Aeros bereits in die Nachspielzeit. Nach 7:19 Minuten sicherte Ted Taylor den Heimsieg. Im zweiten Spiel waren die Nordiques das glücklichere Team und entschieden die Overtime nach 2:59 Minuten durch Marc Tardif für sich. Québec konnte beide Heimspiele gewinnen, im vierten Spiel war auch Torwart Richard Brodeur nicht zu überwinden. Housten kehrte mit einem Sieg in Spiel 5 zurück, doch mit 11:2 wurde der Einzug ins Halbfinale sichergestellt. |              |              |          |          |      |
| Houston Aeros (3) vs. Québec Nordiques (4) |              |              |          |          |      |
| Datum | Auswärtsteam | Auswärtsteam | Heimteam | Heimteam | Bem. |
| 16. April | Québec       | 3            | 4        | Houston  | 1OT  |
| 18. April | Québec       | 5            | 4        | Houston  | 1OT  |
| 20. April | Houston      | 1            | 5        | Québec   |      |
| 21. April | Houston      | 0            | 3        | Québec   |      |
| 23. April | Québec       | 2            | 5        | Houston  |      |
| 25. April | Houston      | 2            | 11       | Québec   |      |
| Québec gewinnt die Serie mit 4:2. |              |              |          |          |      |

### Semifinale (Runde 2)
| New England Whalers (2) vs. Québec Nordiques (4) | New England Whalers (2) vs. Québec Nordiques (4) | New England Whalers (2) vs. Québec Nordiques (4) | New England Whalers (2) vs. Québec Nordiques (4) | New England Whalers (2) vs. Québec Nordiques (4) | New England Whalers (2) vs. Québec Nordiques (4) | New England Whalers (2) vs. Québec Nordiques (4) |
| Datum                                            | Auswärtsteam                                     | Auswärtsteam                                     | Heimteam                                         | Heimteam                                         | Bem.                                             |                                                  |
| ------------------------------------------------ | ------------------------------------------------ | ------------------------------------------------ | ------------------------------------------------ | ------------------------------------------------ | ------------------------------------------------ | ------------------------------------------------ |
| 28. April                                        | Québec                                           | 1                                                | 5                                                | New England                                      |                                                  |                                                  |
| 30. April                                        | Québec                                           | 3                                                | 2                                                | New England                                      |                                                  |                                                  |
| 3. Mai                                           | New England                                      | 5                                                | 4                                                | Québec                                           |                                                  |                                                  |
| 5. Mai                                           | New England                                      | 7                                                | 3                                                | Québec                                           |                                                  |                                                  |
| 7. Mai                                           | Québec                                           | 3                                                | 6                                                | New England                                      |                                                  |                                                  |
| New England gewinnt die Serie mit 4:1.           |                                                  |                                                  |                                                  |                                                  |                                                  |                                                  |

Nach einem Sieg im zweiten Spiel gingen die Nordiques mit großer Zuversicht in ihre beiden Heimspiele, doch die Whalers konnten beide Spiele siegreich bestreiten. Im fünften Spiel wieder zuhause besiegelten sie dann auch den Einzug in die Finalserie.

### Avco World Trophy Championship
| Winnipeg Jets (1) vs. New England Whalers (2)                 | Winnipeg Jets (1) vs. New England Whalers (2) | Winnipeg Jets (1) vs. New England Whalers (2) | Winnipeg Jets (1) vs. New England Whalers (2) | Winnipeg Jets (1) vs. New England Whalers (2) | Winnipeg Jets (1) vs. New England Whalers (2) | Winnipeg Jets (1) vs. New England Whalers (2) |
| Datum                                                         | Auswärtsteam                                  | Auswärtsteam | Heimteam | Heimteam                                      | Bem.                                          |                                               |
| ------------------------------------------------------------- | --------------------------------------------- | --- | --- | --------------------------------------------- | --------------------------------------------- | --------------------------------------------- |
| 12. Mai                                                       | Winnipeg                                      | 4 B. Guindon (L. Moffat) 44:31 P. Sullivan 44:53 B. Guindon (B. Lesuk) 53:55 P. Sullivan (L. Moffat) 59:45                                                         | 1 L. Pleau (A. Hangsleben, D. Bolduc) 48:07 | New England                                   |                                               |                                               |
| 14. Mai                                                       | Winnipeg                                      | 5 D. Labraaten (W. Lindström) 14:02 L. Moffat (M. Amodeo) 19:32 B. Guindon (B. Lesuk, L. Moffat) 21:21 A. Hedberg (U. Nilsson) 37:10 U. Nilsson (A. Hedberg) 59:45 | 2 G. Howe (R. Plumb, M. Rogers) 46:26 Mark Howe (J. Carlson) 56:35 | New England                                   |                                               |                                               |
| 19. Mai                                                       | New England                                   | 2 J. McKenzie (D. Keon, Mart. Howe) 44:07 T. Sheehy (G. Lyle, B. Selwood) 45:10                                                                                    | 10 W. Lindström 4:56 B. Guindon (B. Lesuk, L. Moffat) 5:09 B. Hull (U. Nilsson, A. Hedberg) 6:32 W. Lindström (P. Sullivan, B. Long) 7:31 K. Nilsson (D. Kryskow, K. Baird) 7:46 K. Nilsson (W. Lindström, K. Clackson) 17:36 L. Powis (D. Kryskow, K. Nilsson) 24:55 L. Moffat (D. Dunn, P. Sullivan) 36:28 L. Powis (K. Nilsson, D. Kryskow) 48:30 W. Lindström (D. Labraaten, P. Sullivan) 52:12 | Winnipeg                                      |                                               |                                               |
| 22. Mai                                                       | New England                                   | 3 M. Antonovich (D. Keon, J. McKenzie) 1:37 T. Sheehy (R. Ley) 1:59 G. Lyle (A. Hangsleben, S. Carlson) 51:25                                                      | 5 D. Kryskow (A. Hedberg, K. Nilsson) 23:26 L. Moffat (B. Guindon) 23:38 A. Hedberg (L.-E. Sjöberg, U. Nilsson) 37:59 B. Hull (U. Nilsson, A. Hedberg) 43:26 A. Hedberg (U. Nilsson, T. Green) 59:28 | Winnipeg                                      |                                               |                                               |
| Winnipeg gewinnt die Serie mit 4:0 und die Avco World Trophy. |                                               | | |                                               |                                               |                                               |

### Avco-World-Trophy-Sieger
Die 25 Spieler der Jets setzen sich aus drei Torhütern, neun Verteidigern und 13 Angreifern zusammen.
Mehrere Spieler, die im Saisonverlauf zum Einsatz gekommen waren, zählten nicht zur Siegermannschaft. Thommie Bergman (62 Einsätze in der regulären Saison) blieb ebenso unberücksichtigt wie Larry Hornung (19) und Fran Huck (5), die allesamt keinen Einsatz in der Endrunde hatten. Maßgeblichen Anteil am zweiten Meisterschaftsgewinn der Winnipeg Jets hatten neben der ersten Angriffsreihe, welche aus den Größen Bobby Hull, Ulf Nilsson und Anders Hedberg bestand, außerdem Akteure wie Kent Nilsson, Willy Lindström, das starke Torwartduo Gary Bromley und Joe Daley sowie Verteidiger und Mannschaftskapitän Lars-Erik Sjöberg.
Neben Cheftrainer Larry Hillman und General Manager Rudy Pilous wurden folgende Spieler auf die Avco World Trophy, die Meisterschaftstrophäe der WHA, eingraviert:
| Avco-World-Trophy-Sieger Winnipeg Jets | Torhüter: Gary Bromley, Joe Daley, Markus Mattsson Verteidiger: Mike Amodeo, Ken Baird, Kim Clackson, Bill Davis, Dave Dunn, Mike Ford, Ted Green, Barry Long, Lars-Erik Sjöberg (C) Angreifer: Bob Guindon, Anders Hedberg, Bobby Hull, Dave Kryskow, Dan Labraaten, Bill Lesuk, Willy Lindström, Lyle Moffat, Kent Nilsson, Ulf Nilsson, Lynn Powis, Kent Ruhnke, Peter Sullivan Cheftrainer: Larry Hillman General Manager: Rudy Pilous |

### Beste Scorer
Abkürzungen: GP = Spiele, G = Tore, A = Assists, Pts = Punkte, PIM = Strafminuten; Fett: Saisonbestwert
| Spieler         | Team        | GP | G  | A  | Pts | +/- | PIM |
| --------------- | ----------- | -- | -- | -- | --- | --- | --- |
| Mike Antonovich | New England | 14 | 10 | 7  | 17  | +1  | 4   |
| Réal Cloutier   | Québec      | 10 | 9  | 7  | 16  | 0   | 15  |
| Dave Keon       | New England | 14 | 5  | 11 | 16  | +2  | 4   |
| Anders Hedberg  | Winnipeg    | 9  | 9  | 6  | 15  | +5  | 2   |
| Mark Howe       | New England | 14 | 8  | 7  | 15  | 0   | 18  |
| Marc Tardif     | Québec      | 11 | 6  | 9  | 15  | −2  | 11  |

## WHA Awards und vergebene Trophäen
Den Erfolg, in einer Saison zwei Trophäen zu gewinnen, gelang Marc Tardif zum zweiten Mal. Bill Dineen und Dave Keon waren die ersten beiden, die ihre Trophäe verteidigen konnten.
| Auszeichnung                    | Spieler           | Team                |
| ------------------------------- | ----------------- | ------------------- |
| Gordie Howe Trophy              | Marc Tardif       | Québec Nordiques    |
| Bill Hunter Trophy              | Marc Tardif       | Québec Nordiques    |
| Lou Kaplan Trophy               | Kent Nilsson      | Winnipeg Jets       |
| Ben Hatskin Trophy              | Al Smith          | New England Whalers |
| Dennis A. Murphy Trophy         | Lars-Erik Sjöberg | Winnipeg Jets       |
| WHA Playoff MVP                 | Bob Guindon       | Winnipeg Jets       |
| Robert Schmertz Memorial Trophy | Bill Dineen       | Houston Aeros       |
| Paul Deneau Trophy              | Dave Keon         | New England Whalers |

### WHA All-Star Teams

#### WHA First All-Star Team
Abkürzungen: GP = Spiele, G = Tore, A = Assists, Pts = Punkte, W = Siege, SO = Shutouts, GAA = Gegentorschnitt
| Spieler           | Position      | Team             | GP | G  | A  | Pts |
| ----------------- | ------------- | ---------------- | -- | -- | -- | --- |
| Ulf Nilsson       | Center        | Winnipeg Jets    | 73 | 37 | 89 | 126 |
| Anders Hedberg    | Flügelstürmer | Winnipeg Jets    | 77 | 63 | 59 | 122 |
| Marc Tardif       | Flügelstürmer | Québec Nordiques | 78 | 65 | 89 | 154 |
| Lars-Erik Sjöberg | Verteidiger   | Winnipeg Jets    | 78 | 11 | 39 | 50  |
| Al Hamilton       | Verteidiger   | Edmonton Oilers  | 59 | 11 | 43 | 54  |

| Spieler  | Position | Team                | GP | W  | SO | GAA  |
| -------- | -------- | ------------------- | -- | -- | -- | ---- |
| Al Smith | Torhüter | New England Whalers | 55 | 30 | 2  | 3,22 |

#### WHA Second All-Star Team
Abkürzungen: GP = Spiele, G = Tore, A = Assists, Pts = Punkte, W = Siege, SO = Shutouts, GAA = Gegentorschnitt
| Spieler       | Position      | Team                | GP | G  | A  | Pts |
| ------------- | ------------- | ------------------- | -- | -- | -- | --- |
| Robbie Ftorek | Center        | Cincinnati Stingers | 80 | 59 | 50 | 109 |
| Réal Cloutier | Flügelstürmer | Québec Nordiques    | 73 | 56 | 73 | 129 |
| Bobby Hull    | Flügelstürmer | Winnipeg Jets       | 77 | 46 | 71 | 117 |
| Rick Ley      | Verteidiger   | New England Whalers | 73 | 3  | 41 | 44  |
| Barry Long    | Verteidiger   | Winnipeg Jets       | 78 | 7  | 24 | 31  |

| Spieler      | Position | Team                              | GP | W  | SO | GAA  |
| ------------ | -------- | --------------------------------- | -- | -- | -- | ---- |
| Ernie Wakely | Torhüter | Cincinnati Stingers/Houston Aeros | 57 | 28 | 2  | 3,41 |